# コプリク
コプリク（アルバニア語: Koplik，Kopliku）は、アルバニア北西部シュコドラ州マレスィア・エ・マヅェ基礎自治体の行政分区の中心街。2015年の地方行政改革の広域化の一環の後にマレスィア・エ・マヅェ基礎自治体に位置している。シュコドラ市の北方の少し離れた場所にある。2011年のアルバニアの国勢調査によって、総人口は3,734人であった。かつてマレスィア・エ・マヅェ県の中心街もであった。2016年6月時点では、アルバニアの政府は国際的な「自由貿易区」を指定した。